# Gettin' It (Album Number Ten)
Gettin' It (Album Number Ten) è il settimo album in studio del rapper statunitense Too Short, pubblicato nel 1996.

## Tracce
1. Gettin' It (feat. Parliament-Funkadelic) - 5:41
2. Survivin' the Game - 5:00
3. That's Why - 5:21
4. Bad Ways (feat. Stud, Murda One & Joe Riz, Sonji Mickey) - 4:56
5. F**k My Car (feat. MC Breed) - 4:48
6. Take My Bitch - 3:35
7. Buy You Some (feat. Erick Sermon, MC Breed & Kool-Ace) - 5:15
8. Pimp Me (feat. Goldy, Kool-Ace, Sir Captain & Reel Tight) - 5:44
9. Baby D (feat. Baby D) - 1:58
10. Nasty Rhymes - 3:46
11. Never Talk Down (feat. Rappin' 4-Tay & MC Breed) - 5:11
12. I Must Confess (feat. Reel Tight) - 4:15
13. So Watcha Sayin'? - 2:54
14. I've Been Watching You (Move Your Sexy Body) (feat. Parliament-Funkadelic) - 7:30